# Torre Bormida
Torre Bormida – miejscowość i gmina we Włoszech, w regionie Piemont, w prowincji Cuneo.
Według danych na rok 2004 gminę zamieszkiwały 232 osoby, 33,1 os./km².